# Мэри Эллис
Мэри Эллис (англ. Mary Ellis, урождённая Мэй Белль Элзас (англ. May Belle Elsas), 15 июня 1897, Нью-Йорк, Нью-Йорк — 30 января 2003, Лондон) — американская актриса и оперная певица.

## Биография
Её дебют состоялся в декабре 1918 году в Метрополитен-опера на мировой премьере оперы Пуччини «Сестра Анджелика» из «триптиха Пуччини», где у неё была роль сестры Дженовьевы. Позже она появилась в опере «Джанни Скикки», третьей части «Триптиха», в роли Лауретты. Эллис также пела партии Джаннетты в Любовном напитке с Энрико Карузо, и Фёдора в «Борисе Годунове» с Фёдором Шаляпиным. С 1922 года и на протяжении десяти лет она играла на Бродвее, появившись в таких постановках, как «Казанова», «Венецианский купец», «Укрощение строптивой» и «Наследный принц».
В 1930 году вместе с третьим мужем, Бэзилом Сидни, Мэри Эллис переехала в Великобританию, где обосновалась в Лондоне. Там она продолжила свою карьеру в театре и в опере, а также дебютировала на большом экране. Свои первые роли в кино актриса сыграла в фильмах «Вся королевская конница» (1934), «Белла Донна» (1934) и «Париж весной» (1935). В годы Второй мировой войны Эллис работала в госпиталях, помогая больным и раненым, а также иногда давала концерты для вооруженных сил. После войны она продолжила успешную карьеру в театре, но в середине 1950-х у неё начались проблемы с голосом, Coward blamed her performance for the relative failure of the show. и она значительно сократила свои выступления, покинув окончательно сцену в 1970 году. В 1960 году Эллис последний раз появилась на большом экране в приключенческом фильме «Три мира Гулливера», а в 1994 году завершила свою карьеру ролью Мэри Мэберли в телесериале «Мемуары Шерлока Холмса».
Последние годы свой жизни Мэри Эллис провела в Лондоне, где в январе 2003 года скончалась в возрасте 105 лет.